# Cupa Moldovei 2000-2001
La Cupa Moldovei 2000-2001 è stata la decima edizione della coppa nazionale disputata in Moldavia tra il 24 ottobre 2000 e il 23 maggio 2001. Vincitore della competizione è stato lo Sheriff Tiraspol, al suo secondo titolo.

## Ottavi di finale
Gli incontri di andata si sono disputati il 24 ottobre mentre quelli di ritorno l'8 novembre 2000.
| Squadra 1                  | Totale | Squadra 2               | Andata | Ritorno |
| -------------------------- | ------ | ----------------------- | ------ | ------- |
| Agro-Goliador Chișinău     | 1 - 2  | Happy End Camenca       | 1 - 1  | 0 - 1   |
| Unisport-Auto Chișinău     | 2 - 5  | Zimbru Chișinău         | 2 - 3  | 0 - 2   |
| Sheriff Tiraspol           | 7 - 1  | UTM Chișinău            | 4 - 1  | 3 - 0   |
| Energetic Dubăsari         | 0 - 3  | Tiligul-Tiras Tiraspol  | 0 - 2  | 0 - 1   |
| Olimpia Bălți              | 3 - 1  | Fortuna Pleșeni         | 1 - 1  | 2 - 0   |
| Haiducul Sporting Hîncești | 6 - 2  | Petrocub Sarata Galbenă | 3 - 0  | 3 - 2   |
| Nistru Otaci               | 6 - 1  | Maiak Chirsova          | 4 - 1  | 2 - 0   |
| Cîmentul Rîbnița           | 0 - 0  | Constructorul Chișinău  | 0 - 0  | 0 - 0   |

## Quarti di finale
Gli incontri di andata si sono disputati il 14 marzo mentre quelli di ritorno il 4 aprile 2001.
| Squadra 1                  | Totale | Squadra 2              | Andata | Ritorno |
| -------------------------- | ------ | ---------------------- | ------ | ------- |
| Zimbru Chișinău            | 5 - 2  | Olimpia Bălți          | 3 - 0  | 2 - 2   |
| Sheriff Tiraspol           | 4 - 0  | Happy End Camenca      | 3 - 0  | 1 - 0   |
| Haiducul Sporting Hîncești | 0 - 1  | Nistru Otaci           | 0 - 0  | 0 - 1   |
| Tiligul-Tiras Tiraspol     | 1 - 2  | Constructorul Chișinău | 1 - 1  | 0 - 1   |

## Semifinale
Gli incontri di andata si sono disputati il 18 aprile mentre quelli di ritorno il 2 maggio 2001.
| Squadra 1              | Totale | Squadra 2        | Andata | Ritorno |
| ---------------------- | ------ | ---------------- | ------ | ------- |
| Zimbru Chișinău        | 0 - 1  | Sheriff Tiraspol | 0 - 1  | 0 - 0   |
| Constructorul Chișinău | 2 - 2  | Nistru Otaci     | 2 - 2  | 0 - 0   |

## Finale
La finale fu disputata il 23 maggio 2001. Terminata la sfida 0-0 dopo i tempi supplementari, fu vinta ai rigori dallo Sheriff.
| Chișinău | Sheriff Tiraspol   | 5 – 4 | Nistru Otaci | (5.000 spett.)\| Arbitro: \| T.Chepoi (Lipcani) \| |
| Arbitro: | T.Chepoi (Lipcani) |       |              |                                                    |